# Dixie Dregs
Dixie Dregs – amerykańska grupa wykonująca muzykę z pogranicza jazzu i rocka. Powstała w 1970 roku w Augusta w stanie Georgia.

## Dyskografia
- The Great Spectacular (1976)
- Free Fall (1977)
- What If (1978)
- Night of the Living Dregs (1979)
- Dregs of the Earth (1980)
- Unsung Heroes (1981)
- Industry Standard (1982)
- Off the Record (1988)
- Divided We Stand: The Best of the Dregs (1989)
- Bring 'Em Back Alive (1992)
- Full Circle (1994)
- King Biscuit Flower Hour Presents (1997)
- California Screamin (2000)
- 20th Century Masters: The Best Of The Dixie Dregs (2002)
- Sects, Dregs and Rock ‘n’ Roll (DVD, 2002)
- From The Front Row... Live! (2003)